# 261107 Cameroncasimir
261107 Cameroncasimir este o planetă minoră (asteroid) din centura de asteroizi. A fost descoperită pe 21 septembrie 2005 la Observatorul Apache Point de Andrew C. Becker⁠(d). 
Obiectul prezintă o orbită caracterizată de o semiaxă mare de 2,808118632881 UAi, o excentricitate de 0,070881063717482, o înclinație de 7,0013728583329 ° în raport cu ecliptica.